# Sual
Sual est une municipalité des Philippines située dans la province de Pangasinan, sur l'île de Luçon (Philippines). Elle possède la plus grande centrale thermique au charbon du pays, la centrale thermique de Sual (en) (1200 MW).

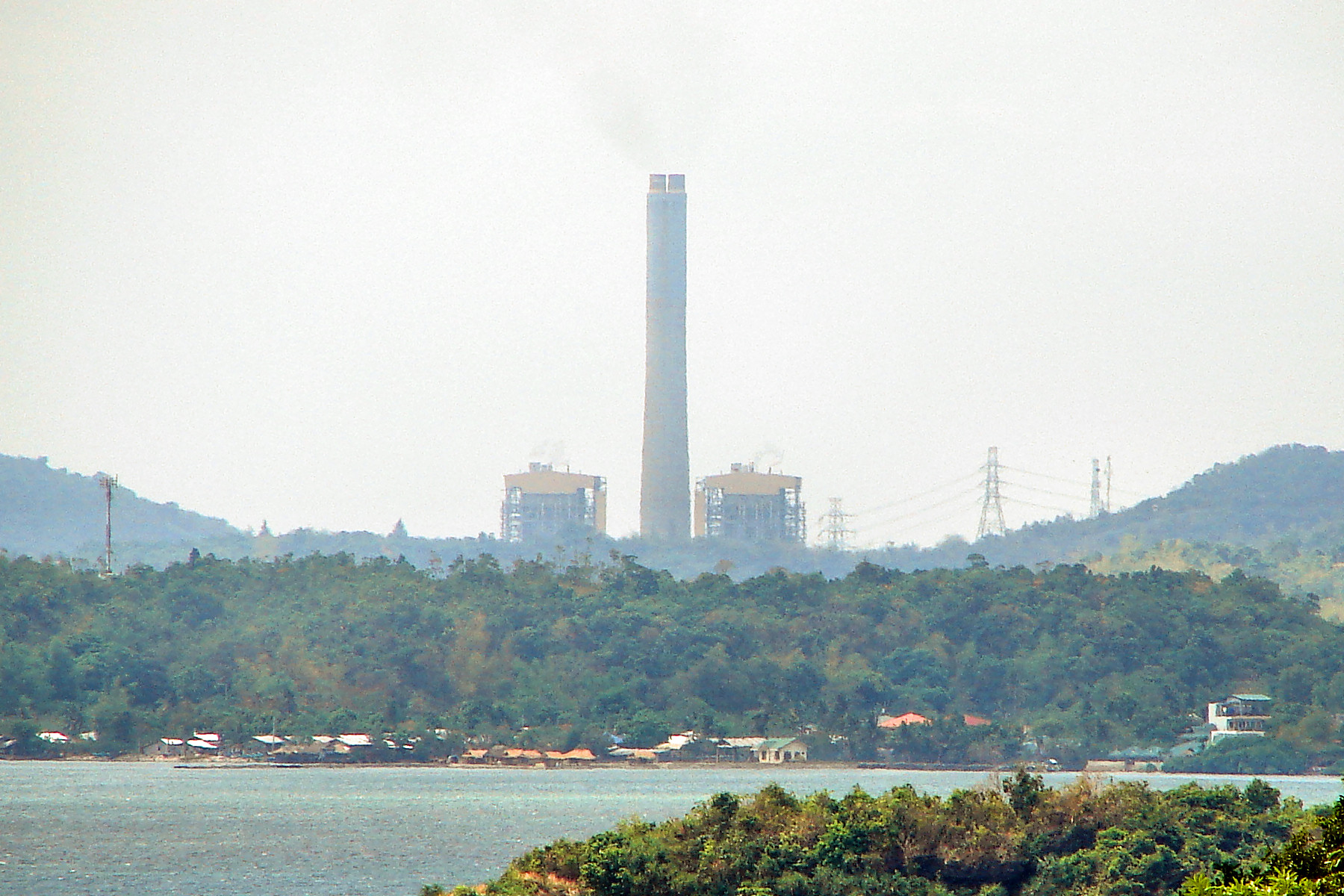
La en 2012.

## Barangays
Sual est divisée en 19 districts (barangays).
- Baquioen
- Baybay Norte
- Baybay Sur
- Bolaoen
- Cabalitian
- Calumbuyan
- Camagsingalan
- Caoayan
- Capantolan
- Macaycayawan
- Paitan East
- Paitan West
- Pangascasan
- Poblacion
- Santo Domingo
- Seselangen
- Sioasio East
- Sioasio West
- Victoria

## Galerie de photos

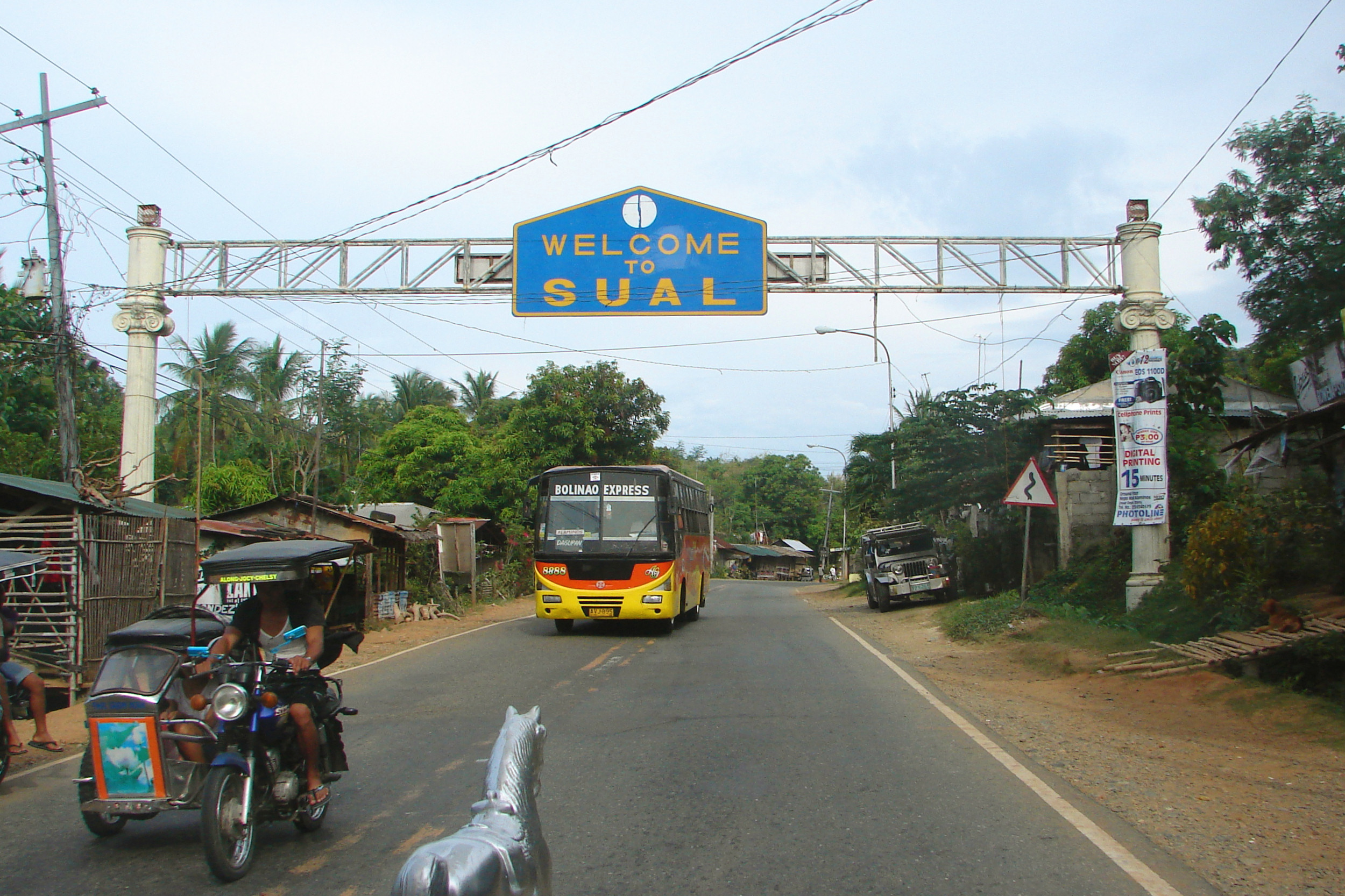
Signe à l'entrée de la municipalité.
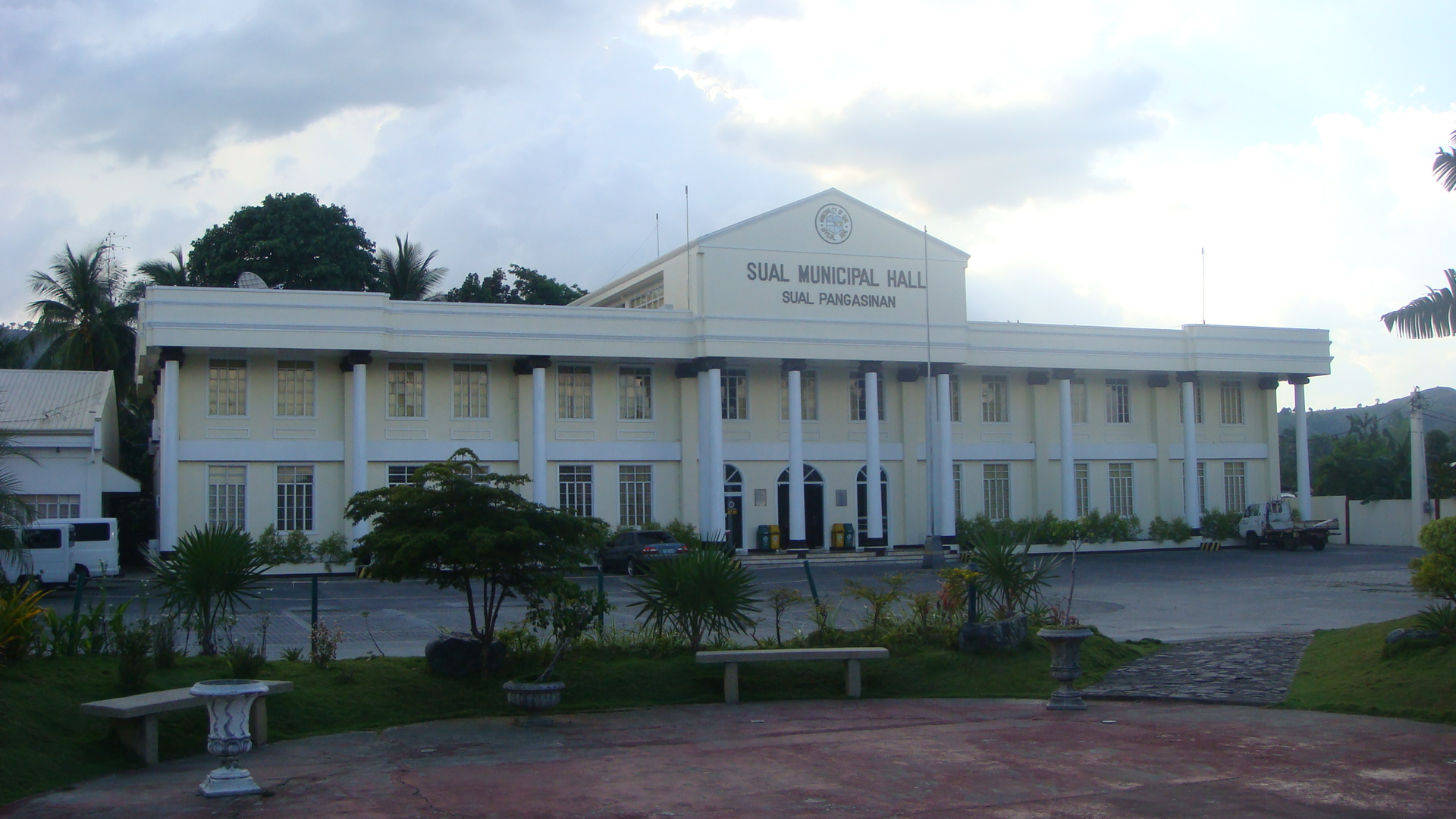
Hôtel de ville de Sual.
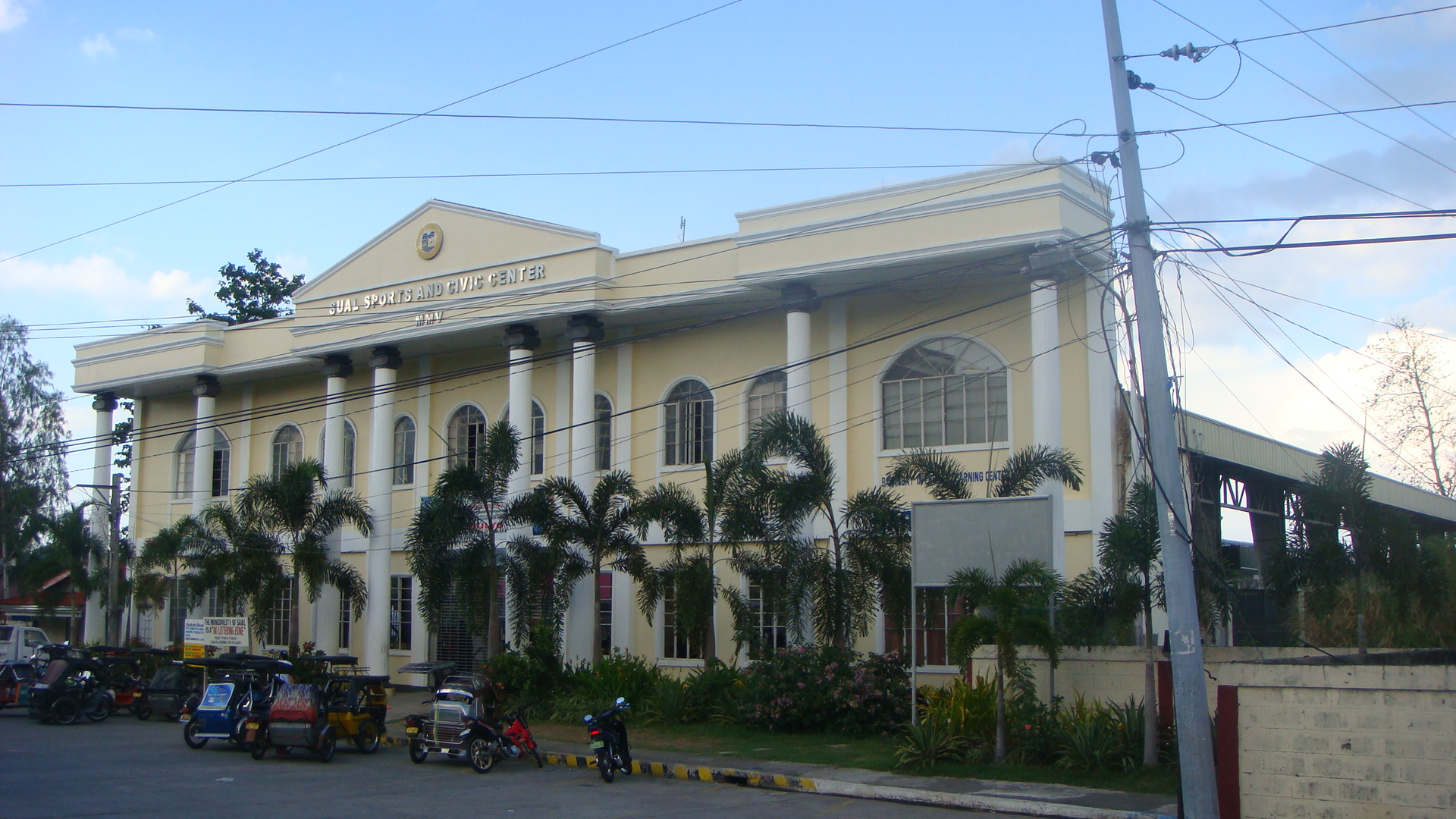
Centre sportif et communautaire.
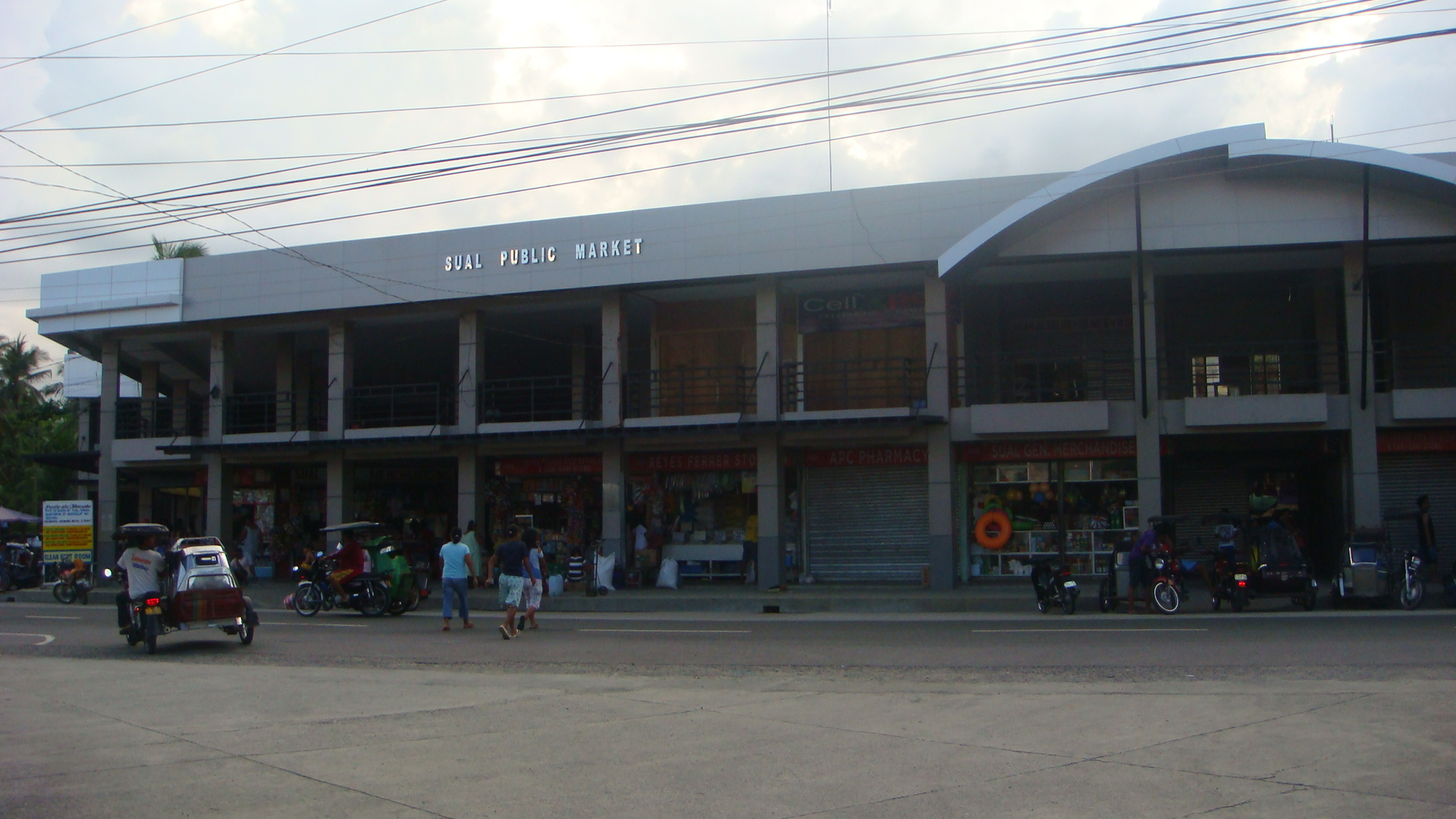
Marché public.
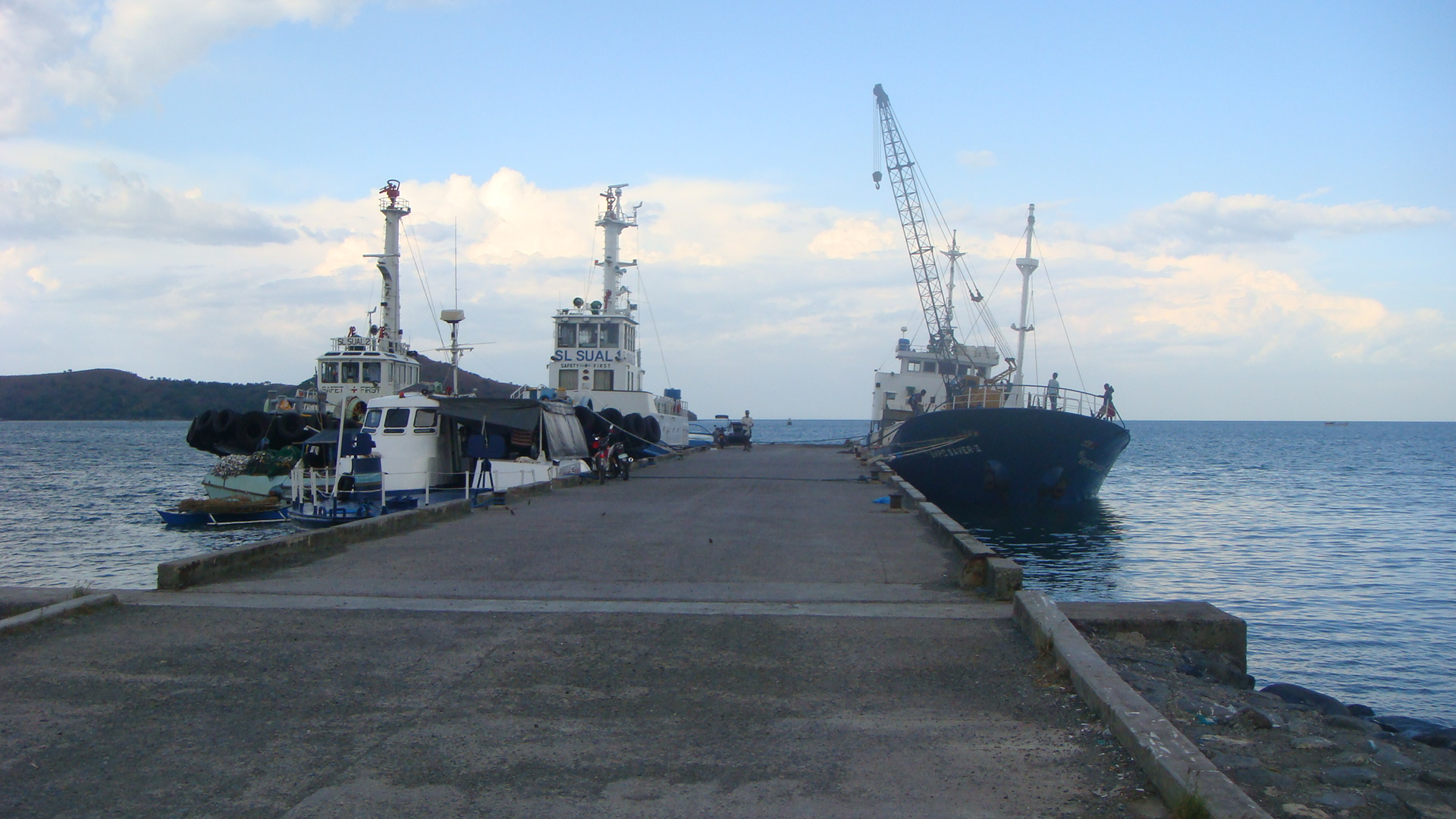
Remorqueurs et bateaux dans le port de pêche.
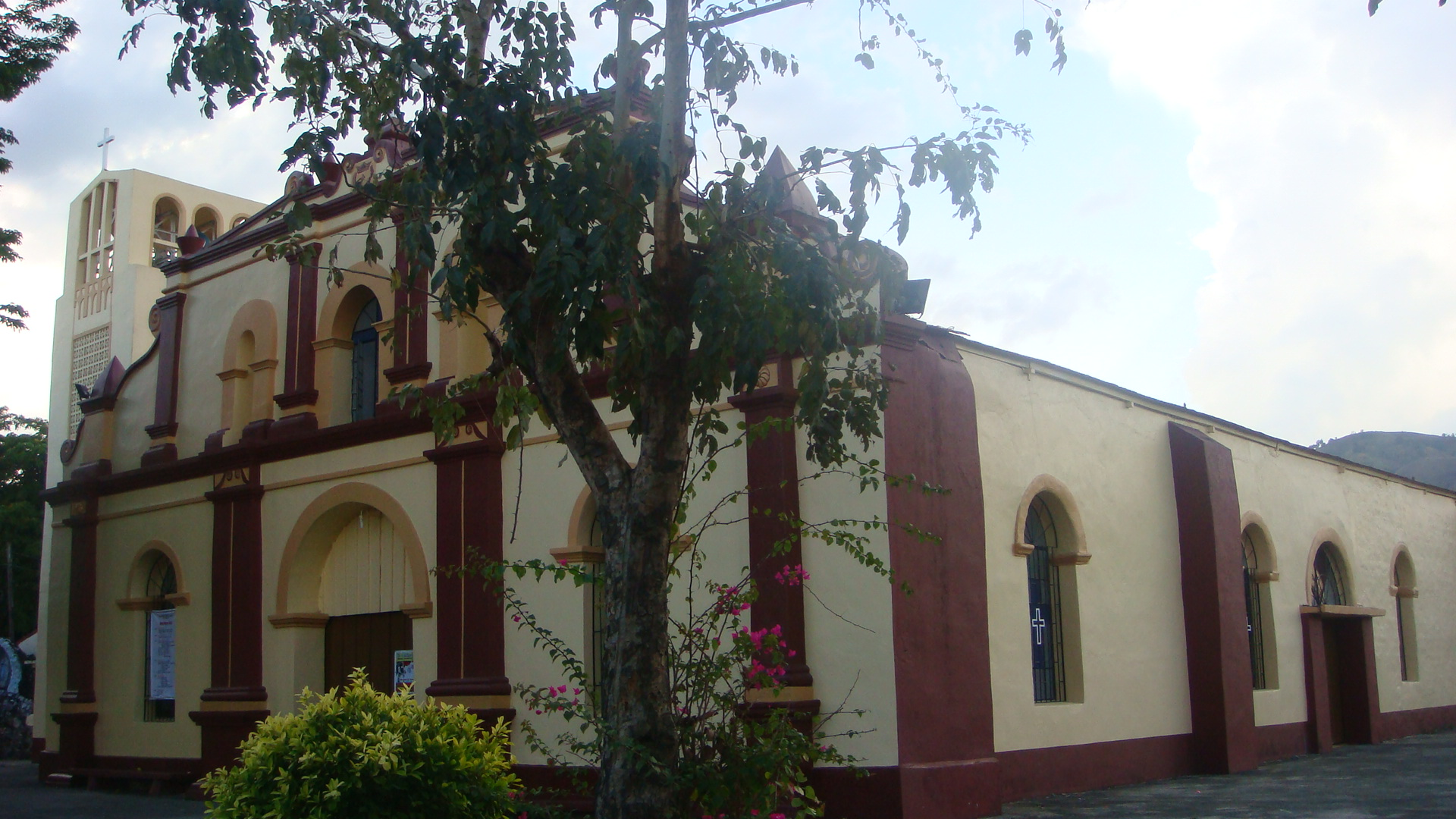
Église paroissiale San Pedro Martir.